# Occidozyga borealis
Ingerana borealis là một loài ếch trong họ Ranidae.
Nó được tìm thấy ở Bangladesh, Bhutan, Ấn Độ, có thể cả Trung Quốc, và có thể cả Myanmar.
Các môi trường sống tự nhiên của chúng là các khu rừng ẩm ướt đất thấp nhiệt đới hoặc cận nhiệt đới, sông, đầm nước ngọt, đầm nước ngọt có nước theo mùa, và kênh đào và mương rãnh. Loài này đang bị đe dọa do mất môi trường sống.